# Marc Sondheimer
Marc Sondheimer (* 20. Jahrhundert) ist ein US-amerikanischer Filmproduzent, der mit einem Oscar für den Kurzfilm Piper ausgezeichnet wurde.

## Karriere
Marc Sondheimer begann im Jahr 2004 das erste Mal im Filmgeschäft tätig zu sein. Dabei war er für die Finanzierung des Films Die Unglaublichen – The Incredibles verantwortlich. Dieselbe Tätigkeit übte er auch für Filme Ratatouille, WALL·E – Der Letzte räumt die Erde auf, Oben und John Carter: Zwischen zwei Welten aus. Als Produzent trat er erstmals bei dem zweiminütigen Kurzfilm Calendar Confloption im Jahr 2009 in Erscheinung. Für den Kurzfilm Piper, wofür Alan Barillaro das Drehbuch verfasste und sein Regiedebüt gab, erhielt Sondheimer mit Barillaro bei der Oscarverleihung 2017 einen Oscar in der Kategorie „Bester animierter Kurzfilm“.

## Filmografie (Auswahl)
- 2004: Die Unglaublichen – The Incredibles (The Incredibles)
- 2007: Ratatouille
- 2008: WALL·E – Der Letzte räumt die Erde auf (WALL·E)
- 2009: Oben (Up)
- 2009: Calendar Confloption (Kurzfilm)
- 2010: Day & Night (Kurzfilm)
- 2012: John Carter – Zwischen zwei Welten (John Carter)
- 2016: Finding Dory: Marine Life Interviews (Kurzfilm)
- 2016: Piper (Kurzfilm)
- 2017: Miss Fritter's Racing Skoool (Kurzfilm) (producer)